# Metalúrgica de Volgogrado
La Metalúrgica de Volgogrado "Octubre Rojo" (en ruso: Волгоградский металлургический завод "Красный Октябрь") es una acería en el centro de la ciudad de Volgogrado.

## Historia
La fábrica fue establecida el 30 de abril de 1897. Después de la revolución bolchevique la fábrica fue conocida como Krasny Oktyabr (Octubre Rojo). La fábrica fue destruida totalmente durante la batalla de Stalingrado, pero fue restaurada poco después. Durante la época soviética le fue concedida la Orden de Lenin y la Orden de la Bandera Roja del Trabajo durante la Batalla de Stalingrado, dicha fábrica fue escenario de fuertes enfrentamientos entre las tropas alemanas y el Ejército Rojo.

### Quiebra de 1999
En 1999, Krasny Oktyabr se declaró en quiebra.
En 2003, el Grupo Midland obtuvo el control de Krasny Oktyabr.
En 2007, Rosoboronexport obtuvo el control de Krasny Oktyabr a través de su filial Russpetsstal, que compró una participación del 100% en Krasny Oktyabr al Grupo Midland asociado a Alex Shnaider y Eduard Shifrin quienes formaron un holding para todas las empresas que fabrican aceros y aleaciones especiales.
A finales de 2007, Sberbank aportó casi 2 mil millones de rublos en 2008-2009, además de De los 1.000 millones de rublos que Krasny Oktyabr obtuvo de Sberbank en 2006, Gazprombank aportó 1.800 millones de rublos en 2008 y Bank Rossiya aportó 1.300 millones de rublos a la Compañía Metalúrgica Stupinskaya que estaba en manos de JSC Russpetsstal.

### Quiebra de 2009
La empresa entró en procedimiento de quiebra en 2009 con Andrey Akimov como director interino. En 2013 pasó a ser propiedad de Dmitry Gerasimenko. En noviembre de 2016, Gerasimenko fue detenido en Chipre por cargos de fraude, por el presunto robo de un préstamo de 65 millones de dólares del VTB Bank. Gerasimenko creía que los representantes de Uralvagonzavod y Oleg Sienko, que era el director general de Uralvagonzavod, representa a Rostec y es un protegido de Sergey Chemezov, estaban involucrados en el robo de los ingresos del préstamo antes de que los fondos fueran recibidos por Gerasimenko y Krasny Okyabr. En 2016, Sienko declaró: "De hecho, toda la rentabilidad que tenemos se destina al servicio de la cartera de préstamos". En marzo de 2017, Alexander Potapov reemplazó a Sienko como director de Uralvagonzavod debido a abusos financieros.
Para liberarse de la cárcel, Dmitry Gerasimenko "vendió" la planta, que estaba en proceso de quiebra, a Pavel Krotov a fines de noviembre de 2018.

### Rescate financiero respaldado por el estado en 2018
La planta se conservó en 2018 con la intervención del gobierno. como una subsidiaria de Volgograd Drilling Equipment Plant, se reinició en 2020. Después de seis años de inactividad, la empresa está reviviendo.
La producción de acero inoxidable fue de 34.093 toneladas en 2020, en comparación con 2019, que fue de 26.281 toneladas.

### Invasión rusa de Ucrania
Durante la guerra en Ucrania, "el pleno desarrollo de la fábrica se ve obstaculizado por una gran cantidad de deudas, incluso con bancos comerciales", lo que causa dificultades financieras que interrumpieron la producción en Krasny Oktyabr y Uralvagonzavod de manera tan significativa que, en 2019, el pedido de 2013 de contenedores de reactores a presión para submarinos de propulsión nuclear no se completó, y el pedido de 2012 de los 132 MBT T-14 Armata iniciales o 44 tanques anuales, que debían entregarse en 2015 para pruebas experimentales, no se había cumplido, sino que Uralvagonzavod "suministrará solo 16 vehículos para fines de 2019" o más tarde y no completaría el pedido inicial hasta después de 2021 o más tarde.